# ابزازن (بني خالد)
ابزازن هو دُوَّار يقع بجماعة اخلالفة، إقليم تاونات، جهة فاس مكناس في المملكة المغربية. ينتمي الدوّار لمشيخة بني خالد التي تضم 10 دواوير. يقدر عدد سكانه بـ 362 نسمة حسب الإحصاء الرسمي للسكان والسكنى لسنة 2004.

## روابط خارجية
- البوابة الوطنية للجماعات الترابية
- المندوبية السامية للتخطيط